# روني كروز
روني كروز (بالإنجليزية: Ronnie Cruz)‏ هو لاعب كرة قدم أمريكية أمريكي، ولد في 11 يونيو 1981 في لاكيبورت في الولايات المتحدة.

## وصلات خارجية
- روني كروز على موقع مرجع كرة القدم المحترفة.كوم (الإنجليزية)